# Símbols del Territori de la Capital Australiana
El Territori de la Capital Australiana ha establert diversos símbols oficials.
| Símbol        | Nom                                                       | Imatge                                                | Adopció | Observacions |
| ------------- | --------------------------------------------------------- | ----------------------------------------------------- | ------- | --- |
| Escut d'armes | Escut d'armes del Territori de la Capital Australiana     | Escut d'armes del Territori de la Capital Australiana | 1928    | El Territori utilitza coma escut el de la ciutat de Camberra, ja que no en té de propi. L'escut d'armes de la ciutat de Canberra fou concedit pel rei Jordi V el 1928. Una versió modificada d'aquest també apareix a la bandera del Territori de la Capital Australiana des de 1993. |
| Motto         | "Pro Rege, Lege et Grege                                  |                                                       | 1928    | Pel Rei, la Llei i el Poble. També es troba a les armes de la ciutat escocesa de Perth, així com a les de la família Ponsonby. |
| Bandera       | Bandera del Territori de la Capital Australiana           | Bandera del Territori de la Capital Australiana       | 1993    | Formada per una franja vertical de color blau al costat del pal i la resta del camp d'or. Són els colors de la ciutat de Canberra (els quals també són els colors heràldics d'Austràlia). A la franja blava apareix la Creu del Sud formada per cinc estels blancs, mentre que a la groga es representa, de manera estilitzada, l'escut d'armes de la ciutat de Canberra. |
| Color         | Blau marí i or                                            |                                                       |         | Colors blau marí (Pantone 293C) i or (Pantone 123C) trets de la bandera del territori. |
| Animal        | Ualabi rupestre de cua de pinzell (Petrogale penicillata) | Ualabi rupestre de cua de pinzell                     | 2018    | Fou nomenat oficialment l'emblema animal mamífer el novembre de 2018. Està en perill d'extinció i es va veure per última vegada en estat salvatge a l'any 1959. |
| Flor          | Wahlenbergia gloriosa                                     | Wahlenbergia gloriosa                                 | 1982    | La flor va ser adoptada com a emblema floral el 26 de maig de 1982. Floreix des de finals d'octubre fins a febrer i es troba a les zones d'alta muntanya del Territori, al sud-est de Nova Gal·les del Sud i a l'est de Victòria. |
| Ocell         | Cacatua gang-gang (Callocephalon fimbriatum)              | Cacatua gang-gang                                     | 1997    | L'ocell va ser adoptat com a emblema el 27 de febrer de 1997. Canberra és l'única ciutat d'Austràlia on viuen aquestes distintives cacatúes. |
| Fòssil        | Batocara mitchelli                                        | Batocara mitchelli                                    | 2022    | El Batocara mitchelli va ser nomenada oficialment l'emblema fòssil el novembre de 2022. Es tracta de l'espècie de trilobits més comú del Territori. |
| Tartà         |                                                           |                                                       | 1997    | Inscrit des del 1997 al Registre però no ha estat adoptat formalment com a emblema oficial ni de la ciutat ni del Territori. Tanmateix, el tartà té el suport del govern del Territori i el porta el pregoner oficial de Canberra. Dissenyat per Peter Burrows i Stewart Smith amb el suport tècnic de Strathmore. Colors representats: blau fosc per a la bandera de Canberra, daurat (groc) i blanc per a les estrelles de la bandera i blau cel per a la campana blava de Canberra. |
|               |                                                           |                                                       |         | |